# Селця-код-Старог-Града
Селця-код-Старог-Града (хорв. Selca kod Starog Grada) — населений пункт у Хорватії, в Сплітсько-Далматинській жупанії у складі міста Старий Град.

## Населення
Населення за даними перепису 2011 року становило 17 осіб.
Динаміка чисельності населення поселення:

## Клімат
Середня річна температура становить 16,40 °C, середня максимальна – 28,28 °C, а середня мінімальна – 4,48 °C. Середня річна кількість опадів – 740 мм.
| Клімат поселення                              | Клімат поселення | Клімат поселення | Клімат поселення | Клімат поселення | Клімат поселення | Клімат поселення | Клімат поселення | Клімат поселення | Клімат поселення | Клімат поселення | Клімат поселення | Клімат поселення | Клімат поселення |
| Показник                                      | Січ.             | Лют.             | Бер.             | Квіт.            | Трав.            | Черв.            | Лип.             | Серп.            | Вер.             | Жовт.            | Лист.            | Груд.            |                  |
| Середній максимум, °C                         | 13,53            | 12,76            | 14,95            | 18,04            | 22,66            | 26,59            | 28,28            | 28,24            | 24,22            | 20,17            | 15,89            | 13,77            |                  |
| Середня температура, °C                       | 9,39             | 8,64             | 10,80            | 13,90            | 18,53            | 22,45            | 25,40            | 25,34            | 21,31            | 17,28            | 13,00            | 10,86            |                  |
| Середній мінімум, °C                          | 5,24             | 4,48             | 6,67             | 9,76             | 14,39            | 18,33            | 22,50            | 22,43            | 18,41            | 14,36            | 10,09            | 7,96             |                  |
| Норма опадів, мм                              | 72               | 59               | 66               | 60               | 50               | 38               | 25               | 42               | 61               | 82               | 98               | 87               |                  |
| Середньомісячна швидкість вітру, м/с          | 3.58             | 3.81             | 3.90             | 3.55             | 3.12             | 2.83             | 2.90             | 2.73             | 3.04             | 3.24             | 4.03             | 3.94             |                  |
| Середньомісячна сонячна радіація, кДж/м²·день | 5644             | 8398             | 12089            | 16663            | 20677            | 23559            | 25133            | 22092            | 16416            | 10648            | 6146             | 4783             |                  |
| --------------------------------------------- | ---------------- | ---------------- | ---------------- | ---------------- | ---------------- | ---------------- | ---------------- | ---------------- | ---------------- | ---------------- | ---------------- | ---------------- | ---------------- |
| Джерело:                                      |                  |                  |                  |                  |                  |                  |                  |                  |                  |                  |                  |                  |                  |